# Jessie Bernard
Jessie Shirley Bernard (née Jessie Sarah Ravitch, le 8 juin 1903, Minneapolis, dans le Minnesota, et morte le 6 octobre 1996, à Washington district de Columbia) est une sociologue et théoricienne féministe américaine. Elle est reconnue comme l'une des précurseures de la pensée féministe dans la sociologie américaine. Bernard étudie et écrit spécifiquement sur la vie des femmes depuis la fin des années 1930. Sa carrière est amplement reconnue, ce qui lui vaut plusieurs prix et honneurs, et le prix Jessie Bernard est créé en son honneur,. Jessie Bernard est une écrivaine prolifique, ayant publié 15 livres.

## Biographie

### Jeunesse et formation
Jessie Bernard (née Jessie Sarah Ravitch) est née et a grandi à Minneapolis (Minnesota). Elle est la troisième de quatre enfants de parents juifs roumains, Bessie Kanter et David Salomon Ravitch. Dans les années 1880, ses parents ont immigré séparément pour les États-Unis à partir de la Transylvanie (aujourd'hui en Roumanie).
Jessie Bernard est diplômée de l'école secondaire publique en 1920 et étudie les sciences sociales à l'université du Minnesota, elle y obtient le Bachelor of Arts (licence) en 1923 puis le Master of Arts (master) en 1924, puis elle est acceptée à l'Université Washington de Saint Louis ou elle passe son Ph.D. en 1929.

### Carrière
En 1935, Jessie Bernard travaille pour le U.S. Bureau of Labor Statistics comme analyste de données sociologiques, puis, en 1940, elle commence sa carrière d'universitaire à la Lindenwood University (en) de Saint Charles dans le Missouri enfin, en 1947, elle devient professeure de sociologie à l'université d'État de Pennsylvanie où elle restera jusqu'à sa retraite en 1964,.

### Vie privée
En 1925, elle épouse le sociologue Luther Lee Bernard (de),.
Jessie Bernard décède le 6 octobre 1996 à l'âge de 93 ans dans une maison de retraite à Washington (district de Columbia) des suites d'une défaillance respiratoire liée au stade final de la maladie d'Alzheimer dont elle souffrait,.

## Œuvres
Jessie Bernard caractérise son propre travail comme un mouvement vers le féminisme contemporain ou, selon elle, une voie vers "l'Illuminisme féministe". Depuis le milieu des années 1940, elle se consacre à comprendre les effets du sexisme sur l'expérience des femmes dans le mariage, la parentalité, l'éducation et la vie économique.

### Essais
- (en-US) American Family Behavior (réimpr. 1973, éd.  Russell & Russell) (1re éd. 1942, éd.  Harper & Brothers), 564 p. (ISBN 9780846216902),
- (en-US) American Community Behavior, New York (réimpr. 1962, éd. Holt, Rinehart and Winston) (1re éd. 1949, éd. Dryden Press), 488 p. (OCLC 876169168, lire en ligne),
- (en-US) Remarriage, a Study of Marriage, New York (réimpr. 1971, éd. Russell & Russell Pub) (1re éd. 1956, éd.  Dryden Press) (ISBN 9780846215912),
- (en-US) Social Problems at Midcentury : Role, Status, and Stress in a Context of Abundance, New York, The Dryden Press, 1957, 718 p. (OCLC 781874348, lire en ligne),
- (en-US) Dating, mating and marriage today : a documentary-case approach, New York, Arco Pub. Co, 1958, rééd. 1959, 282 p. (lire en ligne),
- (en-US) Academic Women, University Park, Pennsylvania State University Press, 1er janvier 1964, 368 p. (ISBN 9780271730509, lire en ligne),
- (en-US) co-écrit avec Lida F. Thomson, Sociology : Nurses and their Patients in a Modern Society, Saint Louis, Mosby, 1966, rééd. 1970, 332 p. (OCLC 557046597, lire en ligne),
- (en-US) Marriage and Family Among Negroes, Englewood Cliffs, Prentice-Hall, 1er janvier 1966, 184 p. (ISBN 9780135590546, lire en ligne)[13],
- (en-US) The Sex Game : Communication Between The Sexes, Londres, Frewin, 1 janvier 1969, rééd. 1972, 256 p. (ISBN 9780090963300, lire en ligne)[14],[15],
- (en-US) Women And The Public Interest : An Essay On Policy And Protest, Chicago, Aldine · Atherton, 1er janvier 1971, 312 p. (ISBN 9780202250243, lire en ligne),
- (en-US) The Future Of Marriage, New Haven, Yale University Press, 1 janvier 1972, rééd. 10 septembre 1982, 410 p. (ISBN 9780300028539, lire en ligne),
- (en-US) The Sociology Of Community, Glenview, Pearson Scott Foresman, 31 décembre 1973, 236 p. (ISBN 9780673059390, lire en ligne)[16],
- (en-US) The Future Of Motherhood, New York, Dial Press, 1974, 448 p. (ISBN 9780803727472, lire en ligne),
- (en-US) Women, Wives, Mothers: Values and Opinions, Chicago, Aldine Transaction, 1er décembre 1975, 300 p. (ISBN 9780202302812, lire en ligne),
- (en-US) Self-Portrait of a Family, Boston, Beacon Press, 1er septembre 1978, 372 p. (ISBN 9780807037980, lire en ligne),
- (en-US) co-écrit avec  Jean Lipman-Blumen & Elise Boulding, Sex Roles and Social Policy, Beverly Hills, Sage Publications, 28 mars 1979, 420 p. (ISBN 9780803998704, lire en ligne),
- (en-US) The Female World, New York, Free Press, 1981, 628 p. (ISBN 9780029030004, lire en ligne),
- (en-US) The Female World from a Global Perspective, Bloomington, Indiana University Press, 1 février 1982, rééd. 28 juin 1987, 308 p. (ISBN 9780253204318, lire en ligne),

### Articles (sélection)
- (en-US) « The Distribution of Success in Marriage », American Journal of Sociology, Vol. 39, No. 2,‎ septembre 1933, p. 194-203 (10 pages) (lire en ligne),
- (en-US) « Factors in the Distribution of Success in Marriage », American Journal of Sociology, Vol. 40, No. 1,‎ juillet 1934, p. 49-60 (12 pages) (lire en ligne),
- (en-US) « The Art of Science: A Reply to Redfield », American Journal of Sociology, Vol. 55, No. 1,‎ juillet 1949, p. 1-9 (9 pages) (lire en ligne),
- (en-US) « Scientists and the Paradox of Power », Social Forces, Vol. 31, No. 1,‎ octobre 1952, p. 14-20 (7 pages) (lire en ligne),
- (en-US) « The Theory of Games of Strategy as a Modern Sociology of Conflict », American Journal of Sociology, Vol. 59, No. 5,‎ mars 1954, p. 411-424 (14 pages) (lire en ligne),
- (en-US) « Parties and Issues in Conflict », Conflict Resolution, Vol. 1, No. 2,‎ juin 1957, p. 111-121 (11 pages) (lire en ligne),
- (en-US) « Some Current Conceptualizations in the Field of Conflict », American Journal of Sociology, Vol. 70, No. 4,‎ janvier 1965, p. 442-454 (13 pages) (lire en ligne),
- (en-US) « My Four Revolutions: An Autobiographical History of the ASA », American Journal of Sociology, Vol. 78, No. 4,‎ janvier 1973, p. 773-791 (19 pages) (lire en ligne),
- (en-US) « Note on Changing Life Styles, 1970-1974 », Journal of Marriage and Family, Vol. 37, No. 3,‎ août 1975, p. 582-593 (12 pages) (lire en ligne),

## Archives
Les archives de Jessie Bernard sont déposées et consultables en ligne sur simple demande à la bibliothèque de l'université d'État de Pennsylvanie.

### Essais
- (en-US) Robert C. Bannister, Jessie Bernard, The Making Of, New Brunswick, Rutgers University Press, 1er janvier 1991, 304 p. (ISBN 9780813516141, lire en ligne),

### Articles
- (en-US) Muriel G. Cantor, « Jessie Bernard. An Appreciation », Gender and Society, Vol. 2, No. 3,‎ septembre 1988, p. 264-270 (7 pages) (lire en ligne),
- (en-US) Jean Lipman-Blumen, « Jessie Bernard. A "Reasonable Rebel" Speaks to the World », Gender and Society, Vol. 2, No. 3,‎ septembre 1988, p. 271-273 (3 pages) (lire en ligne),
- (en-US) Maureen R. Waller & Sara S. McLanahan, « "His" and "Her" Marriage Expectations: Determinants and Consequences », Journal of Marriage and Family, Vol. 67, No. 1,‎ février 2005, p. 53-67 (15 pages) (lire en ligne),